# La Belle aux oranges
La Belle aux oranges (en norvégien Appelsinpiken) est un roman de Jostein Gaarder, l'auteur norvégien du best-seller Le Monde de Sophie. Paru en 2003, le roman a été adapté au cinéma en 2009. Le titre norvégien d'origine, Appelsin, fait spécifiquement référence au fruit et non à la couleur.

## Aperçu sur l'intrigue
Le père de Georg Røed, Jan Olav, est décédé lorsque son fils a l'âge de quatre ans. Onze ans plus tard, la grand-mère de Georg trouve des lettres adressées à Georg par Jan Olav, écrites avant sa mort, ainsi qu'une histoire intitulée La Belle aux oranges.
Comme Georg le découvre bientôt, La Belle aux oranges n'est pas simplement une histoire, mais une énigme du passé qui tourne autour d'un incident de la jeunesse de son père. Dans l'histoire, il est révélé que Jan Olav était une fois monté dans un tram et avait remarqué une belle fille qui tenait un sac d'oranges. Lorsque le tramway a brusquement secoué, les oranges de la fille ont été dispersées. Jan Olav a tenté de ramasser les oranges, mais a constaté que la jeune fille était déjà descendue du tramway. L'histoire est une demande pour que son fils résolve le mystère de l'identité de la fille orange.
Georg se rend compte que la « fille aux oranges » était sa mère, avec qui il vit toujours. L'histoire s'avère que son père lui raconte comment lui et sa mère se sont rencontrés, puis explique à quel point c'était horrible de découvrir qu'il était en train de mourir. Il termine la lettre en posant à Georg la question : si avant votre naissance, vous aviez le choix de naitre et d'être très heureux, mais de mourir jeune et de vous faire retirer tout le bonheur, ou de ne pas venir au monde du tout, que choisiriez-vous ?

## Adaptations
En 2009, La Belle aux oranges a été adapté dans un film réalisé par Eva Dahr.